# Catul Bogdan
Catul Bogdan (n. 25 ianuarie 1897, Colmar, Alsacia-Lorena, Reich-ul German – d. 5 februarie 1978, București, România) a fost artist vizual, pictor și pedagog român. 

## Biografie

Autoportret

Catul Bogdan fost fiul istoricului literar academician Gheorghe Bogdan-Duică și al soției sale, care era origine alsaciană.
A urmat din 1915 Liceul Mihai Viteazul și cursurile Școlii Superioare de Arhitectură din București, studii pe care le-a întrerupt pentru executarea stagiului militar, în timpul Primului Război Mondial, urmând Școala de Ofițeri de Geniu.
În 1919 Catul Bogdan a debutat la București, cu o expoziție la Ateneul Român, împreună cu arhitectul Horia Creangă.
Spre sfârșitul anului 1919 a plecat la Paris, unde s-a înscris la Academia Julian, pentru a se pregăti în vederea examenului pentru École nationale Superieure de Beaux-Arts (Școala Națională Superioară de Arte), unde a studiat cu profesorul Ernest Laurent, absolvind studiile în 1924.
În 1924 a avut prima expoziție personală în Sala Mozart, din București, împreună cu Lucian Grigorescu,
Întors în România, în 1929, și-a început activitatea didactică la Școala de Arte Frumoase din Cluj, recent înființată, în 1925. Printre profesori se aflau și alți tineri întorși de curând de la studii la Paris: Anastase Demian, Aurel Ciupe și Romul Ladea. Ca profesor, Catul Bogdan și-a întemeiat sistemul de învățământ pe precepte deduse din pictura lui Paul Cézanne.
În 1933 școala s-a transferat la Timișoara, așa că a fost obligat să se mute și el. Printre elevii săi la Timișoara s-a numărat și Artur Vetro. Catul Bogdan a revenit la Cluj în 1949.
În 1951 a venit la București, ca profesor la Institutul de Arte Plastice „Nicolae Grigorescu” (în prezent Universitatea Națională de Arte București), unde a profesat până în 1967.

## Opera

### Pictură de biserici
- În Catedrala Ortodoxă a Vadului, Feleacului și Clujului, ridicată în perioada 1923-1933, Catul Bogdan a pictat cupola altarului. Alți pictori care au contribuit au fost Anastase Demian, care a realizat cupola pantocratorului; Gheorghe Ressu, tâmpla și Alexandru Dimitriu, care a pictat aramaria, crucile și decorațiunile cupolelor.[7] Prin anul 2002, Mitropolitul Bartolomeu a luat decizia ca pictura murală din Catedrala Ortodoxă Mitropolitană să fie înlocuită cu mozaicuri. Din păcate,scenele biblice și imaginile unor sfinți, pictate în anii 1928-1933 de către profesorii Academiei de Artă, Anastasie Demian și Catul Bogdan, au dispărut în proporție de peste 70%, pentru a face loc unor mozaicuri.[8]
- Împreună cu Ioachim Miloia a executat pictura murală din Biserica ortodoxă din Iosefin, Timișoara[9],  în anii 1935-1936. Catul Bogdan a pictat absida altarului și în continuare iar dr. Ioachim Miloia a pictat cupola centrală și bolta semicilindrică spre altar, precum și icoanele de pe iconostas.[10]
- În Biserica din Mehala cu hramul „Înălțarea Domnului", ridicată între 4 octombrie 1925 și 10 octombrie 1937, există picturi numai pe iconostas, cupolă și pe absida altarului, toate realizate în tempera de către profesorul Catul Bogdan.[11]

### Pictură de șevalet
În albumul publicat în 1972 de Vasile Drăguț la Editura Meridiane, apar reproduceri după următoarele picturi ale lui Catul Bogdan:
- După amiază de vară (1926),
- Pont Neuf (1927)
- La restaurant (1925),
- Case din Timișoara (1940)
- Casă albă (1927)
- Culesul (1929)
- Pe Sena (1927?)
- Natură moartă cu ceainic, Casa vecină (1945)
- Pentru Conferința Dezarmării de la Geneva (1932)
- Vânzător de ziare (Iarna la Cluj) (1931)
- În port (1931),
- Peisaj (1947),
- Natură moartă (1945),
- Portretul sculptorului Romul Ladea (1937)
- Cartierul Fabric din Timișoara (1933)
- Curte interioară (1947)
- Toamnă târzie (1947)
- Curte interioară (Provincie) (1937)
- Moți cu ciubere (1936)
- Femeie citind (1950)
- Peisaj (Curte la Timișoara)
- Marea la Costinești, Nud (Studiu) (1938)
- Copil din Bistra (1956)
- Portret de fată (1966)
- Nud în interior (1943)
- Nud (1968)
- Barăci (1969)
- La baie (1965)
- Bolnița Mânăstirii Tismana (1963)
- Fiul meu, Bulevard I (1966)
- Autoportret (1955)
- Casa tătarului, Portretul compozitorului Zeno Vancea (1955)
- Portretul Prof. Nicolae Iorga, Peisaj din București, Țărancă cu cojoc (1963)
- Târg (1963)
- Grădină de vară (1970)
- Portretul pictorului Jean Al. Steriadi (1942)

## Distincții
- Ordinul „Meritul Cultural” în gradul de Medalie cl. I, pentru artă (1 februarie 1943)[12]
- Ordinul Muncii clasa a II-a (1 octombrie 1957) „pentru merite deosebite în activitatea artistică” și „cu prilejul împlinirii vîrstei de 60 ani”[13]
- titlul de Profesor Emerit al Republicii Populare Romîne (18 august 1964) „pentru activitate deosebită în domeniul cercetării științifice și contribuție la dezvoltarea învățămîntului superior”[14]
- Ordinul „Meritul Cultural” clasa I (1968) „pentru activitate deosebită în domeniul artelor plastice”[15]
- Ordinul „Steaua Republicii Socialiste România” clasa I (27 aprilie 1977) „în semn de prețuire a întregii activități creatoare în domeniul artelor plastice, cu prilejul împlinirii vîrstei de 80 de ani”[16]